# 래리 로마노
래리 로마노(Larry Romano, 1963년 7월 31일 ~ )는 미국의 배우이다.
마운트버넌에서 태어났다.

## 영화
- 아이리시맨 (2019년) - 필 테스타 역
- 킬러 (2015년) - 비니 역
- 더 어센트 (2010년)
- 볼드 (2008년)
- 스페니쉬 플라이 (2003년) - 존 역
- 피쉬 위다웃 어 바이시클 (2003년) - 안토니오 역
- 파이널 브레이크다운 (2002년)
- 씬 레드 라인 (1998년) - Private 마지 역
- 도니 브래스코 (1997년) - 토미 루지에로 역
- 나쁜 친구 (1996년)
- 로미오 그리고 줄리엣 (1996년)
- 슬리퍼스 (1996년)
- 시티홀 (1996년)
- 바이브레이션 (1995년)
- 뉴욕 캅 (1993, New York Cop)
- 복수무정 2 (1991년)
- 탈옥 (1989년) - 퍼스트 베이스 역

### 텔레비전
- L.A. 로 (1993)
- 뉴욕경찰 24시 (1993-94)
- 킹 오브 퀸즈 (1998-2001)
- CSI: 뉴욕 (2006)